# Чорномор'я
Санаторій «Чорномор'я» Служби безпеки України (рос. «Черноморье») — оздоровниця Вищої акредитаційної категорії. Розташований в смт. Лівадія, у Великій Ялті, за 100 км від м. Сімферополь. Територія оздоровниці знаходиться біля паркової зони Лівадійського палацу, в 300 метрах від моря. Санаторій працює протягом цілого року.

## Історія
Перший корпус санаторію для співробітників КДБ СРСР був закладений в 1960 році, відкриття санаторію «Чорномор'я» відбулося в березні 1962 року. Спочатку санаторій було розраховано на 250 місць. Проект санаторію, створений групою архітекторів під керівництвом Лідії Інбер, отримав низку премій та срібну медаль на Всесвітній виставці 1958 року в Брюсселі.
У 1963 році було відкрито канатну дорогу, першу на Південному узбережжі Криму. 1965 року добудували будинок відпочинку (140 місць) та літній кінотеатр. Філію № 2 спорудили 1967 року, а закритий плавальний басейн з морською водою 1969 року. У 1978 році було побудовано сучасний на той час лікувально-діагностичний корпус.
У 1991 році згідно з постановою Верховної Ради України «Про створення Служби національної безпеки» від 20 вересня 1991 року санаторій «Чорномор'я» перейшов до управління Служби безпеки України, у 1995 році підтверджено його статус.
1994 року запрацював корпус № 2, у 1996 році добудовано клуб-їдальню. У 1998 в санаторії з'явилися літній майданчик і кафе «Ассоль». У 2001 році відкрився корпус філії № 3, а 2004—2005 років було реконструйовано канатну дорогу. У 2002—2003 роках на території санаторію проводилися протизсувні роботи, на що було виділено 500 тисяч гривень з державного бюджету.. У 2012—2013 роках журналісти неодноразово вказували на завищення цін при закупках харчів для санаторію.
2014 року після аннексії Криму Російською Федерацією санаторій був захоплений ФСБ РФ для відпочинку власних співробітників. У 2016 році СБУ оприлюднила список зрадників серед співробітників СБУ в Криму, серед яких 22 працівника санаторію. 28 квітня 2017 року рішенням РНБО на санаторій були накладені економічні санкції згідно з Законом України «Про санкції» терміном на 1 рік.

## Територія та будівлі

Схема санаторію «Чорномор'я»

Функціонує три спальні корпуси, розраховані на прийом 512 відпочиваючих; номери з видом на море або на парк санаторію.
- Корпус № 1 (4-поверховий), відстань до моря — 200 м, критий перехід в лікувальне відділення та басейн,
- Корпус № 2 (8-поверховий), відстань до моря — 280 м, в корпусі розташована їдальня, критий перехід в лікувальне відділення та басейн,
- Корпус № 3 (4-поверховий), відстань до моря — 350 м.

Санаторій «Чорномор'я», корпус № 2

Номерний фонд становить 281 номер, у тому числі[джерело?]:
- стандартних номерів — 134
- номерів «напівлюкс» — 107
- номерів «люкс» — 40

Територія санаторію являє собою парк площею 11,7 га, у якому зростає понад 200 видів рослин. Серед дерев кедр ліванський, секвоядендрон, сосна кримська тощо. Деякі з дерев мають вік 300—500 років. У 2002 році парк санаторію набув статусу пам'ятки садово-паркового мистецтва, що був затверджений Постановою Верховної Ради АР Крим № 295.
Пляж санаторію розділено на 7 секторів. На пляжі знаходиться човнова станція, медпункт, інформаційний пункт.
Додатково інфраструктура містить: 2 тенісних корти, волейбольний майданчик, 2 майданчики для бадмінтону, 2 майданчики для настільного тенісу, теренкур, зала ЛФК, тренажерний зал з механотерапією, кіноконцертний зал, бібліотека, 2 танцювальних майданчика. У міжсезоння працює басейн з морською водою, розміром 15×25 м.

## Лікувальна база

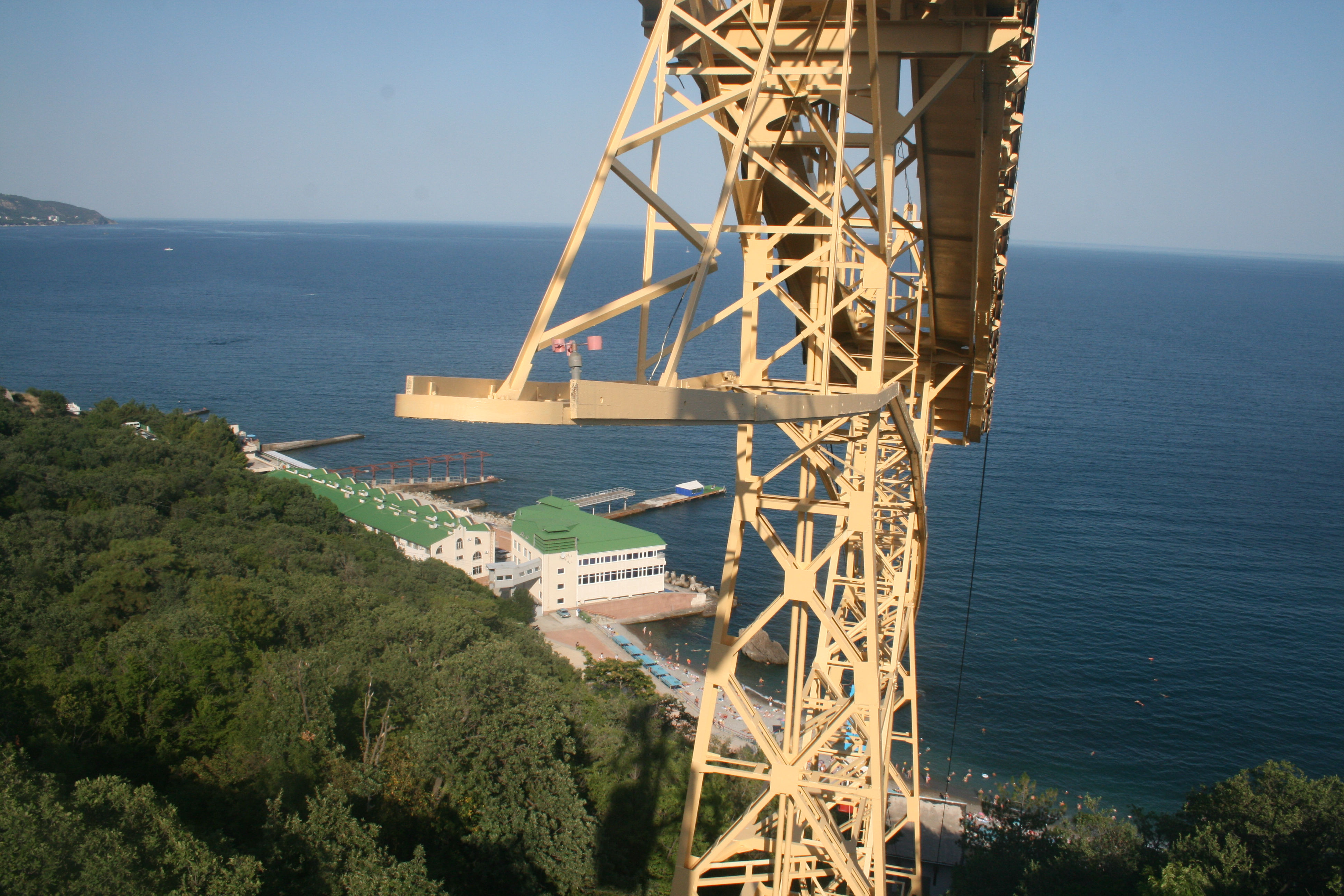
Вигляд з канатної дороги санаторію на пляж, 2010

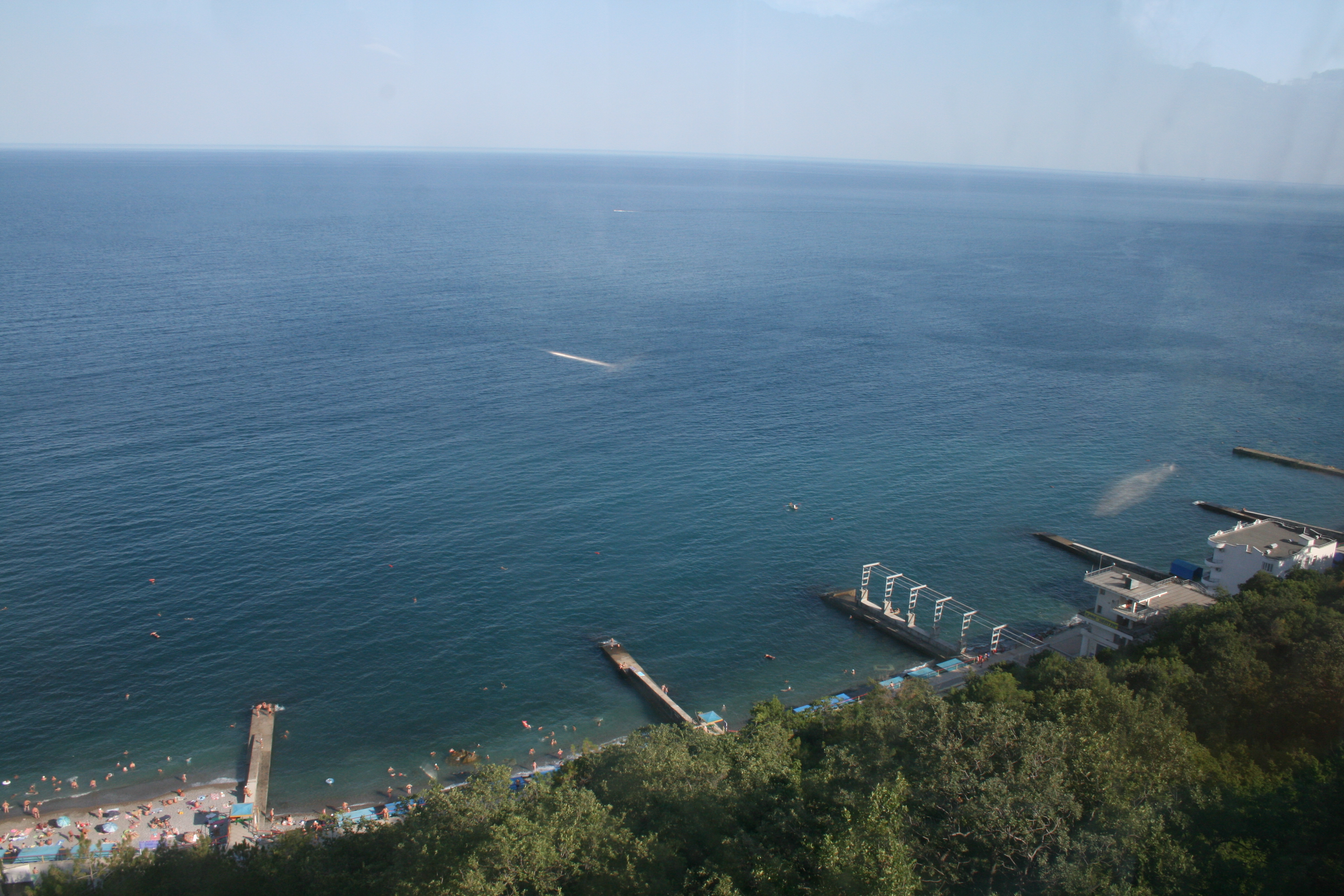
Пляж

Санаторій призначений для лікування захворювання органів дихання не туберкульозного характеру, серцево-судинної системи, нервової системи та опорно-рухового апарату.
Лабораторна база санаторію дозволяє виявити основні загально-клінічні та біохімічні показники за допомогою сучасного біохімічного аналізатора. Електрофізіологічні методи включають електрокардіографію, велоергометрію, реоенцефалографію, спірографію з комп'ютерною обробкою даних. Діагностична база представлена сучасною рентген- та УЗД-апаратурою. Працює інгаляційний кабінет, кабінет галотерапії, акустичного вібромасажу легень, лазеротерапії. У лікуванні широко використовують методи клімато- і ландшафтотерапії, лікувальної фізкультури, аромо– і фізіотерапії, психотерапевтичної корекції, рефлексотерапії, різні види електро- і світлолікування, бальнеотерапії.[джерело?]
У санаторії приймали пацієнтів із залишковими явищами гострої пневмонії та сухого або ексудативного плевриту, хронічними бронхітами, хронічною обструктивною хворобою легень, емфіземою легень, бронхіальною астмою, бронхоектатичною хворобою тощо.
У 2009 році введена в дію реконструйована водолікарня з сучасними ваннами та душами. Водолікувальні процедури представлені кисневими, перлинними і ароматичними ваннами на морській воді, гідромасажем та різними душами (Шарко, лазерний, голчатий, низхідний, висхідний тощо) [джерело?]
У санаторії працює 17 лікарів, із них 80 % мають першу та вищу атестаційну категорію, 3 кандидата медичних наук. Проводять лікування: 4 лікаря—терапевта, фізіотерапевт, лікар функціональної діагностики, психотерапевт, стоматолог, гінеколог, педіатр, отолярінголог, невропатолог та проводять обстеження: лікар–рентгенолог та УЗД-діагностики, лікар-лаборант.[джерело?]
Протягом року застосовуються методи аеро-, геліо- та таласотерапії (повітряні та сонячні ванни, морські купання у теплий період року, загальні ультрафіолетові опромінювання (УФО) та плавання в басейні із морською водою — у холодний період).[джерело?]

### Наукові дослідження
У 1960-ті роки спільно з Ялтинським НДІ фізичних методів лікування і медичної кліматології проводилися дослідження з впливу змін погоди на пацієнтів із серцево-судинними хворобами. За результатами дослідження бальнеологічного лікування хворих на церебральний атеросклероз було видано «Методичні рекомендації з застосування купань у басейні при захворюваннях нервової системи» (1973). У 1990-ті роки в санаторії досліджували методи лікування військовослужбовців, що постраждали під час ліквідації аварії на Чорнобильській АЕС. У 2000—2014 роках проводилися дослідження впливу гімнастики у воді на реабілітацію пацієнтів спільно з кафедрою фізіотерапії і курортології Кримського медичного університету імені С. І. Георгієвського.

## Нагороди
Санаторій «Чорномор'я» перемагав у незалежному споживчому рейтингу «Найкращі оздоровниці та готелі Криму» в номінації «Найкраще санаторно-курортне лікування» у 2012 році.